# تشيليلابومبوي
تشيليلابومبوي (بالإنجليزية: Chililabombwe)‏ (سابقا كانت تسمى بانكروفت) مدينة تقع في محافظة كوبربيلت ، زامبيا . معنى اسم المدينة هو نعيق الضفادع .
يبلغ عدد سكان المدينة حوالي 93 ألف نسمة والنشاط الاقتصادي الرئيسي هو مناجم النحاس .

## أعلام
- لوبامبو موسوندا
- دوناشانو مالاما
- بيلي موانزا
- أرون كاتيبي